# Кисляков, Николай Иванович
Николай Иванович Кисляков (27 ноября 1918 — 11 февраля 2004) — русский советский художник. Член Союза художников СССР с 1948 года.
Автор известной картины «Юноша Ломоносов по пути в Москву».

## Биография
Родился 27 ноября 1918 года в с. Емецк, Холмогорский уезд Архангельской области в крестьянской семье. Отец его работал конюхом, мать работала на кирпичном заводе.
В 1937 году окончил Емецкую среднюю школу в составе её первого выпуска из 14 учеников, при этом получил Аттестат № 1 с отличием.
Рисованием увлёкся в школе, в 1937 году участвовал во всесоюзном конкурсе самодеятельных художников на лучшую иллюстрацию к пушкинским произведениям.
С 1937 по 1939 год работал в Емецкой средней школе учителем рисования .
В 1939 году поступил на физико-математический факультет Архангельского педагогического института, но был призван в Красную Армию.

### Военный период
Во время Советско-финской войны 1939-1940 годов участвовал в боях на Карельском перешейке.
Участник Великой Отечественной войны. На фронте с мая 1942 года. Член ВКП(б) с 1942 года.
Тяжело ранен в феврале 1943 года. На май 1943 год — старшина, оперативный работник, затем писарь штаба 47 стрелкового полка 15 стрелковой дивизии.
Штабную работу «в полевых условиях, в непосредственной близости к переднему краю» выполнял с «исключительной точностью и аккуратностью», «сам не зная отдыха подчас в течение нескольких суток» за что был представлен к награждению орденом Красной Звезды (награждён медалью «За отвагу»):

Труд старшины Кислякова, вложенный в оформление штабной документации, оперативных документов, схем и карт — огромный.— из Наградного листа от 16 июля 1944 года за подписью командира 47-го стрелкового полка  подполковника А.П. Варюхина
В 1945 году был снова тяжело ранен, остался инвалидом.
Награжден орденом Отечественной войны I степени, медалями «За боевые заслуги» (1943), «За отвагу» (1944), «За победу над Германией» (1945), юбилейными медалями.

### После войны
В 1945 году начинает учебу в Ивановском художественном училище, которое окончил в 1948 году с дипломным проектом «Юноша Ломоносов на пути в Москву».
Член Союза художников СССР с 1948 года. Участник областных художественных выставок.
С 1951 года по 1978 годы работал художником. С 1958 года сотрудничал с книжными издательствами в качестве иллюстратора и оформителя книг.
Картины хранятся в том числе в Архангельском музее изобразительных искусств и Историко-мемориальном музее М. В. Ломоносова в селе Ломоносово.
Скончался 11 февраля 2004 года. Похоронен в городе Архангельск на кладбище «Южная Маймакса».

## Творчество
Наиболее известная картина художника — «Юноша Ломоносов на пути в Москву» (1948), опубликована в учебниках истории и во многих художественных каталогах, находится в постоянной экспозиции Музея М. В. Ломоносова в Санкт-Петербурге. Картина принесла автору широкую известность, автор был принят в Союз художников СССР.
С 1958 года постоянно сотрудничал с Северо-Западным книжным издательством в качестве иллюстратора и оформителя книг.